# Lista de deputados estaduais de Rondônia da 7.ª legislatura
Esta é a lista de deputados estaduais de Rondônia eleitos para a legislatura 2007–2011.

## Composição das bancadas
| Partido | Líder                  | Bancada | Posição      |
| ------- | ---------------------- | ------- | ------------ |
| PMDB    | Marcos Antônio Donadon | 4 / 24  | Oposição     |
| PTB     | Daniela Amorim         | 3 / 24  | Governo      |
| PT      | Neri Firigolo          | 3 / 24  | Oposição     |
| PTN     | Alex Testoni           | 2 / 24  | Governo      |
| PSDC    | Alexandre Brito        | 2 / 24  | Governo      |
| PPS     | Jair Miotto            | 2 / 24  | Governo      |
| PV      | Miguel Sena            | 2 / 24  | Governo      |
| PSB     | Wilber da Astir        | 2 / 24  | Oposição     |
| PSL     | Euclides Maciel        | 1 / 24  | Governo      |
| PP      | Maurão de Carvalho     | 1 / 24  | Governo      |
| PSDB    | Maurinho Silva         | 1 / 24  | Independente |
| PRP     | Valdivino Tucura       | 1 / 24  | Independente |

## Deputados estaduais
| Número | Deputados estaduais eleitos | Partido | Votação | Percentual | Cidade onde nasceu   | Unidade federativa |
| 19000  | Alex Testoni                | PTN     | 13.766  | 1,88%      | Santa Helena         | Paraná             |
| 19123  | Luiz Cláudio da Agricultura | PTN     | 13.191  | 1,80%      | Bom Conselho         | Pernambuco         |
| 14144  | Daniela Amorim              | PTB     | 12.861  | 1,75%      | Salvador             | Bahia              |
| 15500  | Tiziu da Rondo Motos        | PMDB    | 12.421  | 1,69%      | Novo Horizonte       | Bahia              |
| 40140  | Jesualdo Pires              | PSB     | 12.015  | 1,64%      | Presidente Bernardes | São Paulo          |
| 15900  | Amauri dos Santos           | PMDB    | 11.849  | 1,61%      | Graccho Cardoso      | Sergipe            |
| 15321  | Marcos Antônio Donadon      | PMDB    | 11.779  | 1,61%      | Florestópolis        | Paraná             |
| 17000  | Euclides Maciel             | PSL     | 11.634  | 1,59%      | Joaçaba              | Santa Catarina     |
| 27777  | Neodi Oliveira              | PSDC    | 10.880  | 1,48%      | Soledade             | Rio Grande do Sul  |
| 23789  | Ezequiel Neiva              | PPS     | 10.043  | 1,37%      | Campina da Lagoa     | Paraná             |
| 40190  | Wilber da Astir             | PSB     | 9.032   | 1,23%      | Cururupu             | Maranhão           |
| 27027  | Alexandre Brito             | PSDC    | 8.598   | 1,17%      | Rio de Janeiro       | Rio de Janeiro     |
| 43123  | Luizinho Goebel             | PV      | 8.331   | 1,14%      | Cascavel             | Paraná             |
| 23123  | Jair Miotto                 | PPS     | 7.936   | 1,08%      | Cidade Gaúcha        | Paraná             |
| 14140  | Kaká Mendonça               | PTB     | 7.220   | 0,98%      | Paranavaí            | Paraná             |
| 43333  | Miguel Sena                 | PV      | 7.084   | 0,97%      | Guajará-Mirim        | Rondônia           |
| 14567  | Valter Araújo               | PTB     | 6.786   | 0,92%      | Itambacuri           | Minas Gerais       |
| 11234  | Maurão de Carvalho          | PP      | 6.528   | 0,89%      | Tuneiras do Oeste    | Paraná             |
| 15123  | Chico Paraíba               | PMDB    | 6.305   | 0,86%      | Itaporanga           | Paraíba            |
| 13225  | Professor Dantas            | PT      | 6.293   | 0,86%      | Maringá              | Paraná             |
| 13456  | Neri Firigolo               | PT      | 6.038   | 0,82%      | Frederico Westphalen | Rio Grande do Sul  |
| 45678  | Maurinho da Silva           | PSDB    | 5.153   | 0,70%      | Ibotirama            | Bahia              |
| 13600  | Ribamar Araújo              | PT      | 5.014   | 0,68%      | Catolé do Rocha      | Paraíba            |
| 44789  | Valdivino Tucura            | PRP     | 4.402   | 0,60%      | Minas Novas          | Minas Gerais       |